# Université de Toliara
 (octobre 2014).
Si vous disposez d'ouvrages ou d'articles de référence ou si vous connaissez des sites web de qualité traitant du thème abordé ici, merci de compléter l'article en donnant les références utiles à sa vérifiabilité et en les liant à la section « Notes et références ».
L'université de Toliara est une université régionale de Madagascar située dans la région sud de l'île. Elle a été créée en 1971 à partir de l'université de Madagascar
Situé à 5 km à l'Est de la ville, le campus est implanté à Maninday (mʌnɪndaɪ). L'université de Toliara a pour missions l'enseignement et la formation académique, professionnelle et professionnalisante ; littéraire, juridique, scientifique et pédagogique ; des recherches théoriques, appliquées et productives.

## Enseignements

### Les facultés
- Faculté des Lettres et Sciences Humaines et Sociales
- Faculté des Sciences
- Faculté de Droit, d’Économie, de Gestion, et de Sociologie
- Faculté de Médecine

### Les écoles
- École normale supérieure

### Les instituts et centres universitaires
- Institut supérieur de la technologie (IST), de Toliara, de Morondava et de Fort Dauphin
- Institut halieutique et des sciences marines (IHSM)

## Historique
L'université de Toliara, créée en 1971, est le plus ancien centre d'enseignement supérieur décentralisé de l'université de Madagascar. Elle est devenue Centre Universitaire Régional (CUR), en 1977. Puis, en 1988, elle obtient son statut d'université et est devenue une université à part entière.
L’IHSM est créé en 1992 (décret ministériel n°92/1026 du 9 décembre 1992) à la suite de la fusion de 3 entités : la Station marine, la filière Océanologie appliquée et l’unité de formation supérieure halieutique. Il a pour mission la formation et la recherche dans le domaine des sciences marines, de la pêche et de l'aquaculture, de l’environnement marin et littoral. L’IHSM est chargé notamment de la formation des techniciens supérieurs - des ingénieurs halieutes et des océanographes biologistes (licence, master et doctorat). Par ailleurs, il peut assurer le recyclage des agents[pas clair] des entreprises selon leurs besoins. Les activités au sein de l’IHSM sont coordonnées par une équipe permanente épaulée par des assistants techniques étrangers
Devenu Centre universitaire régional (CUR) en 1977, l'établissement obtient le statut d'université en 1988.

## Direction

### Recteurs
- Jeanne Dina

### Présidents
- Pr Alphonse Dina 2012
- Theodoret
- Dr Andriamanantena Razafiarison

## Galerie

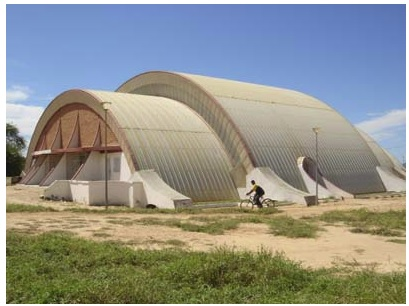
Campus Maninday.
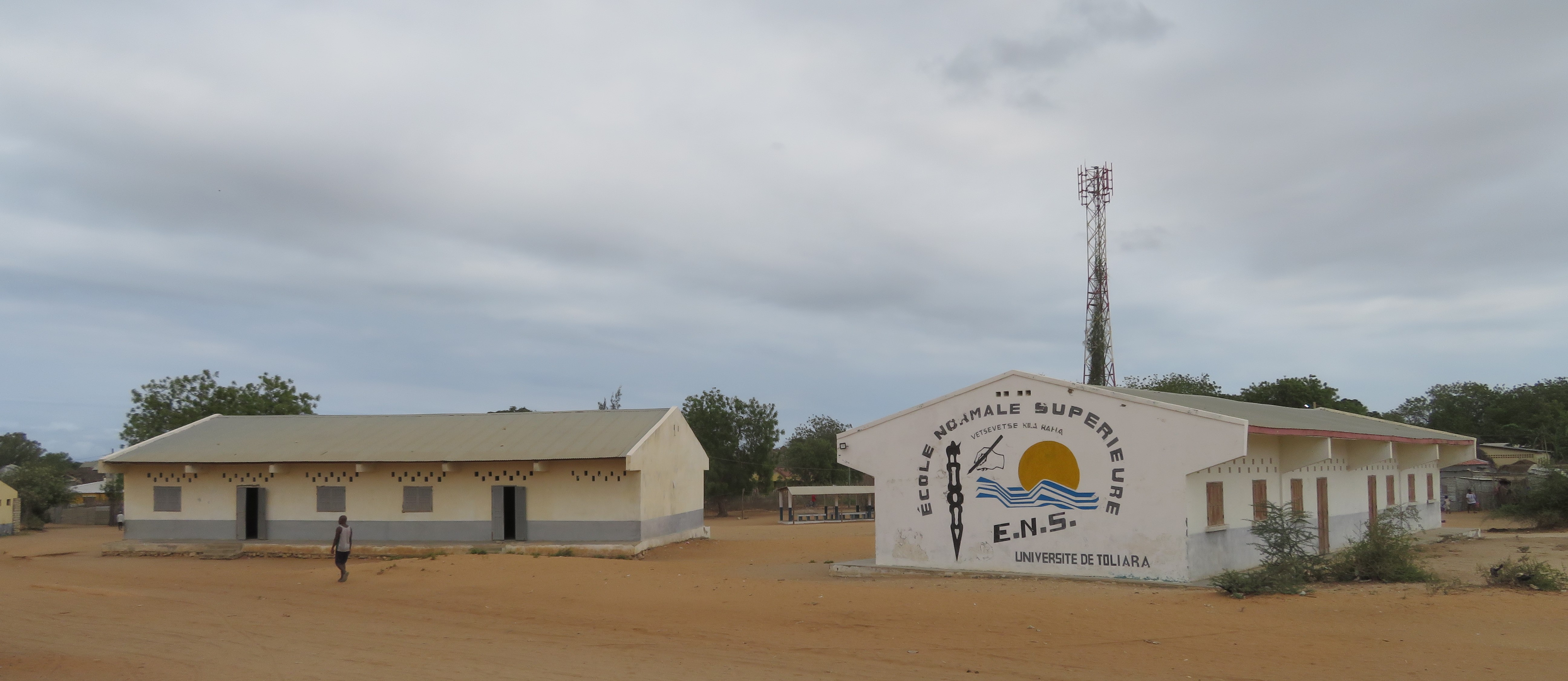
Campus Maninday.
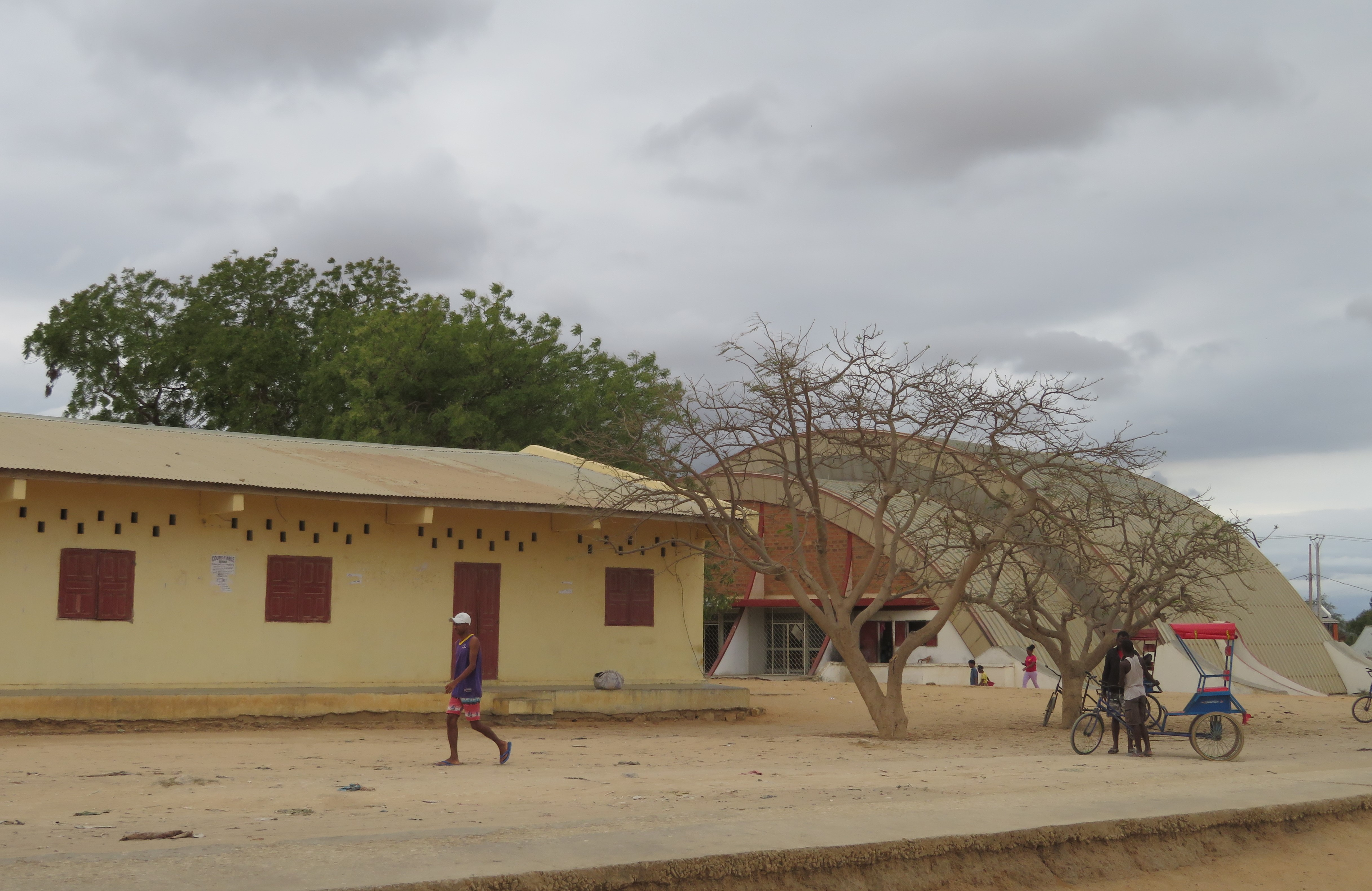
Campus Maninday.
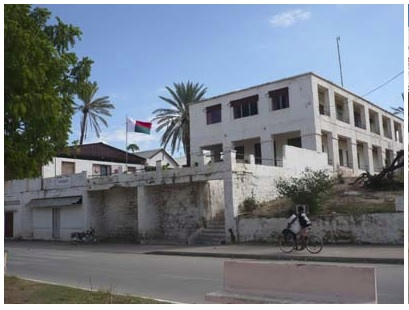
Présidence de l'université Toliara.